# Dichapetalum macrocarpum
Dichapetalum macrocarpum är en tvåhjärtbladig växtart som beskrevs av Adolf Engler. Dichapetalum macrocarpum ingår i släktet Dichapetalum och familjen Dichapetalaceae. Inga underarter finns listade i Catalogue of Life.